# Kyle Connor
Kyle David Connor (* 9. prosince 1996 Clinton Township, Michigan) je americký profesionální hokejový útočník hrající za tým Winnipeg Jets v severoamerické lize National Hockey League (NHL). Byl draftován v prvním kole ze 17. místa při draftu do NHL v roce 2015.

## Hráčská kariéra

### Junior
Svou kariéru zahájil v klubu Youngstown Phantoms v lize USHL během sezóny 2012-13. Během sezóny 2013-14 zaznamenal 31 gólů a 43 asistencí v 56 zápasech, čímž překonal historický klubový rekord v počtu bodů za sezónu. Za tyto výsledky byl jmenován do USHL Týmu hvězd 2013-14.
Během sezóny 2014-15 vedl v bodování ligy, když proměnil 34 gólů a získal 46 asistencí, čímž překonal klubový rekord, který nastavil v předešlé sezóně. Opět byl jmenován do USHL Týmu hvězd a byl také jmenován USHL Hráčem roku.
Sezónu 2015-16 odehrál v univerzitním týmu Michigan Wolverines. Hned při prvním zápase zaznamenal dva góly a asistenci. Po zbytek sezóny byl nadále jedním z nejlepších hráčů ligy a byl několikrát nominován hráčem měsíce či nejužitečnějším hráčem.

### Profesionální kariéra
11. dubna 2016 podepsal tříletou smlouvu s týmem Winnipeg Jets. Connor zaznamenal svůj první gól v NHL 27. října 2016 při vítězství nad týmem Dallas Stars. Sezónu 2017-18 začal na farmě v Manitoba Moose, nicméně již v říjnu byl znovu povolán do hlavního týmu Winnipegu. První gól v sezóně vstřelil hned následující den proti týmu Columbus Blue Jackets.

### Reprezentační kariéra
Na juniorském turnaji v roce 2013 reprezentoval Spojené státy americké. Zaznamenal dva góly a tři asistence ve čtyřech zápasech a společně s týmem Spojených států amerických získal zlatou medaili. Skóroval vítězný gól ve finále šampionátu proti Rusku. Spojené státy americké reprezentoval i na juniorském šampionátu v roce 2014. Zaznamenal jeden gól a jednu asistenci ve čtyřech zápasech a získal zlatou medaili.
Spojené státy americké reprezentoval také na Mistrovství světa v ledním hokeji do 18 let v roce 2014, kde zaznamenal čtyři góly a tři asistence v sedmi zápasech a získal zlatou medaili.
Účastnil se Mistrovství světa v ledním hokeji 2016, kde zaznamenal dvě asistence v pěti zápasech.

## Ocenění a úspěchy
- 2018 NHL – Nejlepší střelec mezi nováčcích
- 2022 NHL – Lady Byng Memorial Trophy
- 2022 NHL – All-Star Game
- 2024 NHL – All-Star Game

## Prvenství
- Debut v NHL – 13. října 2016 (Winnipeg Jets proti Carolina Hurricanes)
- První asistence v NHL – 13. října 2016 (Winnipeg Jets proti Carolina Hurricanes)
- První gól v NHL – 27. října 2016 (Winnipeg Jets proti Dallas Stars, finskému brankáři Antti Niemi)
- První hattrick v NHL – 23. března 2019 (Winnipeg Jets proti Nashville Predators)

## Statistiky

### Klubové statistiky
| Sezóna      | Klub                   | Soutěž      |     | Základní část | Základní část | Základní část | Základní část | Základní část |    | Play off | Play off | Play off | Play off | Play off |
| Sezóna      | Klub                   | Soutěž      | Z   | G             | A             | B             | TM            | Z             | G  | A        | B        | TM       |          |          |
| 2012–13     | Youngstown Phantoms    | USHL        | 62  | 17            | 24            | 41            | 16            | 9             | 0  | 3        | 3        | 0        |          |          |
| 2013–14     | Youngstown Phantoms    | USHL        | 56  | 31            | 43            | 74            | 12            | —             | —  | —        | —        | —        |          |          |
| 2014–15     | Youngstown Phantoms    | USHL        | 56  | 34            | 46            | 80            | 6             | 4             | 3  | 1        | 4        | 0        |          |          |
| 2015–16     | University of Michigan | B1G         | 38  | 35            | 36            | 71            | 6             | —             | —  | —        | —        | —        |          |          |
| 2016–17     | Winnipeg Jets          | NHL         | 20  | 2             | 3             | 5             | 4             | —             | —  | —        | —        | —        |          |          |
| 2016–17     | Manitoba Moose         | AHL         | 52  | 25            | 19            | 44            | 14            | —             | —  | —        | —        | —        |          |          |
| 2017–18     | Manitoba Moose         | AHL         | 4   | 3             | 2             | 5             | 0             | —             | —  | —        | —        | —        |          |          |
| 2017–18     | Winnipeg Jets          | NHL         | 76  | 31            | 26            | 57            | 16            | 17            | 3  | 7        | 10       | 2        |          |          |
| 2018–19     | Winnipeg Jets          | NHL         | 82  | 34            | 32            | 66            | 18            | 6             | 3  | 2        | 5        | 0        |          |          |
| 2019–20     | Winnipeg Jets          | NHL         | 71  | 38            | 35            | 73            | 34            | 4             | 0  | 1        | 1        | 0        |          |          |
| 2020–21     | Winnipeg Jets          | NHL         | 56  | 26            | 24            | 50            | 12            | 8             | 3  | 4        | 7        | 0        |          |          |
| 2021–22     | Winnipeg Jets          | NHL         | 79  | 47            | 46            | 93            | 4             | —             | —  | —        | —        | —        |          |          |
| 2022–23     | Winnipeg Jets          | NHL         | 82  | 31            | 49            | 80            | 20            | 5             | 3  | 1        | 4        | 0        |          |          |
| 2023–24     | Winnipeg Jets          | NHL         | 65  | 34            | 27            | 61            | 6             | 5             | 3  | 2        | 5        | 4        |          |          |
| 2024–25     | Winnipeg Jets          | NHL         | 82  | 41            | 56            | 97            | 25            | 13            | 5  | 12       | 17       | 0        |          |          |
| NHL celkově | NHL celkově            | NHL celkově | 613 | 284           | 298           | 582           | 139           | 58            | 20 | 29       | 49       | 6        |          |          |

### Reprezentační statistiky
| Rok            | Tým            | Soutěž         | Z  | G | A | B  | TM |
| -------------- | -------------- | -------------- | -- | - | - | -- | -- |
| 2013           | Spojené státy  | IH18           | 5  | 2 | 1 | 3  | 2  |
| 2014           | Spojené státy  | U18            | 7  | 4 | 3 | 7  | 0  |
| 2016           | Spojené státy  | MS             | 5  | 0 | 2 | 2  | 0  |
| Junioři celkem | Junioři celkem | Junioři celkem | 12 | 6 | 4 | 10 | 2  |
| Senioři celkem | Senioři celkem | Senioři celkem | 5  | 0 | 2 | 2  | 0  |